# Đại học Ả Rập Beirut
Đại học Ả Rập Beirut (BAU) (tiếng Ả Rập: جـامعة بيروت العربية) là một trường đại học dân lập ở Beirut, Liban. Trường được Hiệp hội El Bir thành lập năm 1960. Trường này có liên hệ về mặt học thuật với Đại học Alexandria ở Ai Cập.
Đại học Beirut Arab là một đại học thành viên của:
- Hiệp hội các trường đại học Ả Rập
- Hiệp hội Quốc tế các trường đại học
- Hiệp hội Các trường đại học Thế giới Hồi Giáo
- Hiệp hội các trường đại học các nước sử dụng tiếng Pháp

## Các khoa
BAU có 10 khoa:
- Khoa Nghệ thuật
- Khoa Luật
- Khoa Thương mại
- Khoa Kiến trúc
- Khoa Kỹ thuật
- Khoa Khoa học
- Khoa Dược học
- Khoa Y khoa
- Khoa Nha khoa
- Khoa Điều dưỡng (Nursing)